# Veduggio con Colzano
Veduggio con Colzano es una localidad y comune italiana de la provincia de Monza y Brianza, región de Lombardía, con 4.368 habitantes.

## Evolución demográfica
| Gráfica de evolución demográfica de Veduggio con Colzano entre 1861 y 2001 |
|                                                                            |
| Fuente ISTAT - elaboración gráfica de Wikipedia                            |